# Галача
Галача (азерб. Qalaça) или Шамиль-кала (азерб. Şamilqala) — круглая башня, расположенная у селения Илису Гахского района Азербайджана. Башня была построена в начале XIX века во время продвижения русских войск в горы. Согласно распоряжению Кабинета Министров Азербайджанской Республики об исторических и культурных памятника, является памятником архитектуры местного значения.

## История постройки
К началу XIX века султаны Илису были недовольны властью джарцев и стремились прервать своё вассальство от Джара. В связи с этим правитель Илисуйского султаната Ахмед-хан пожелал ввести в свои владения русские войска и построить крепость. В этот период и была построена башня, называемая местным населением «Галача», а также две большие русские крепости на территории султанства.
В итоге русские поддерживали султана, усилив тем самым его власть, что было выгодно в противовес Джарскому обществу.

## Архитектура и расположение
Башня расположена на горе Езлидаг, на горном хребте, с которого обозревается как само селение Илису, так и вся округа. Хорошая обозреваемость огромного пространства говорит о том, что башня выполняла функцию наблюдательного пункта. Удобное расположение на местности делало башню прикрытой самой природой, что, в свою очередь, делало её практически неприступной.
В плане башня круглая с диаметром 9,2 м. Она состоит из двух ярусов и имеет ружейные и пушечные амбразуры, предназначенные для стрельбы с сильным уклоном книзу, благодаря чему имелась возможность обстреливать крутые склоны горы на подходах к башне. В ходе строительства башни использовался большой опыт военных инженеров русской армии.
Наружный периметр башни в первом ярусе разделен на 24 части. Одну из этих частей занимает входной проем шириной 1,55 м. С восточной стороны в этот проём под постоянным уклоном ведёт крутая дорога шириной 2—З м. Амбразуры расположены на высоте 1,30 м от земли и направлены перпендикулярно к плоскостям фасадов. Части стен с амбразурами имеют большой уклон внутрь крепости, благодаря чему на уровне обходной площадки второго яруса образуются бойницы, рассчитанные для ведения огня стоя.